# Szujó Zoltán
Szujó Zoltán (Salgótarján, 1977. június 29. –) magyar televíziós újságíró, sportriporter, műsorvezető, sportvezető, a Magyar Nemzeti Autósport Szövetség elnöke 2022 óta.

## Élete
Gyermekkorát Gyomaendrődön töltötte, egészen 18 éves koráig (1995) ott élt. Középiskolai tanulmányait a Kner Imre Gimnázium német tagozatán végezte. A békéscsabai Körös Főiskolán 1999-ben tanító diplomát szerzett, kosárlabdaedzőként és némettanárként végzett.  Előbb gyakornok lett a Magyar Televízióban, majd 2000-től 2011-ig az RTL Klubnál dolgozott. 2012-ben visszatért a Telesporthoz. Házas, feleségével, Sütő Adriennel 2000-ben házasodtak össze. Két lánya van, Dorka 2004-ben, Zsófi 2007-ben született. 
Az RTL Klubnál szerzett országos ismertséget, ahol 2000-ben kezdett dolgozni, 2002 óta a Formula–1-es futamok helyszíni riportere és műsorvezetője; rendszeresen tudósít a legjobb magyar és külföldi profi ökölvívók mérkőzéseiről. Kommentátorként és szerkesztőriporterként szerepelt a csatorna más sportműsoraiban és híradójában, de részt vett a televízió egyéb kiemelt programjaiban is. 2008 januárjától háromhetente 1–1 hétig műsorvezetője volt a Reggeli című magazinműsornak.
2007-től a DHL Racing Team színeiben, Czollner Gyula csapattársaként részt vett a Magyar Suzuki Swift Kupában.
2012-ben, miután az MTVA megszerezte a Formula–1 közvetítési jogait, a közszolgálati média munkatársa lett. A londoni olimpia közvetítésében is részt vett a kihelyezett stúdióban műsorvezetőként, valamint kommentált tollaslabdát, lovassportot és a záróünnepélyt. 2013-tól a Formula–1-es futamok kommentátora.
2014 októberétől kinevezték az MTVA Sportfőszerkesztősége vezetőjének. Erről a posztjáról 2015 áprilisában lemondott.
2019. május 11-én az MTVA szerződésszegésre hivatkozva azonnali hatállyal felmondta a Szujó cégével kötött megállapodását. Ezért a  sportriporter már az aznapi Formula–1-es edzés közvetítésében sem vett részt.
2020-ban visszatért a képernyőre: először a Dakar-rali összefoglalókat vezette az RTL Klubon, majd februártól a Street Racers Formula E magazint szerkeszti és vezeti a  TV2-n és a Spíler TV-n. Ősztől a WTCR versenyeket elemzi a Sport TV stúdiójában.
2022 decemberében a Magyar Nemzeti Autósport Szövetség elnökének választották. 2022-től 2024-ig Szőllősi György Sportrádiójának az egyik férfi műsorvezetője volt.  
RTL-es műsorok közül 2023 óta a Sztárbox, míg 2024 óta a The Floor – Csak egy maradhat című műsorának műsorvezetője.

## Eredményei
| Suzuki Swift Kupában elért eredményei | Suzuki Swift Kupában elért eredményei | Suzuki Swift Kupában elért eredményei | Suzuki Swift Kupában elért eredményei | Suzuki Swift Kupában elért eredményei | Suzuki Swift Kupában elért eredményei | Suzuki Swift Kupában elért eredményei | Suzuki Swift Kupában elért eredményei | Suzuki Swift Kupában elért eredményei | Suzuki Swift Kupában elért eredményei | Suzuki Swift Kupában elért eredményei | Suzuki Swift Kupában elért eredményei | Suzuki Swift Kupában elért eredményei | Suzuki Swift Kupában elért eredményei | Suzuki Swift Kupában elért eredményei | Suzuki Swift Kupában elért eredményei | Suzuki Swift Kupában elért eredményei | Suzuki Swift Kupában elért eredményei |
|                                       | Bajnokság                             | Csapat                                | I.                                    | II.                                   | III.                                  | IV.                                   | V.                                    | VI.                                   | VII.                                  | VIII.                                 | IX.                                   | X.                                    | XI.                                   | XII.                                  | XIII.                                 | XIV.                                  | Pontok                                |
| ------------------------------------- | ------------------------------------- | ------------------------------------- | ------------------------------------- | ------------------------------------- | ------------------------------------- | ------------------------------------- | ------------------------------------- | ------------------------------------- | ------------------------------------- | ------------------------------------- | ------------------------------------- | ------------------------------------- | ------------------------------------- | ------------------------------------- | ------------------------------------- | ------------------------------------- | ------------------------------------- |
| 2007                                  | Suzuki Swift Kupa                     | DHL Racing Team                       | 14.                                   | 17.                                   | -                                     | -                                     | 16.                                   | 14.                                   | -                                     | -                                     | 13.                                   | 12.                                   | 10.                                   | 12.                                   | 17.                                   | 19.                                   | 81                                    |

## Műsorai
| Év        | Műsor                         | Szerep      | Csatorna |
| --------- | ----------------------------- | ----------- | -------- |
| 2008–2011 | Reggeli                       | Műsorvezető |          |
| 2021      | Ninja Warrior Hungary         | Műsorvezető |          |
| 2023–     | Sztárbox                      | Műsorvezető |          |
| 2024–     | Hell Boxing Kings             | Műsorvezető |          |
| 2024–     | The Floor – Csak egy maradhat | Műsorvezető |          |
| 2024      | Kokó                          | Szereplő    |          |

## Művei
- Öveket bekapcsolni!. Történetek a boxutcából; KreaSport Kft., Telki, 2022